# NewsOne
NewsOne — бывший украинский пророссийский телеканал, запущенный 17 декабря 2005 года. 2 февраля 2021 года примерно в 23:20 по киевскому времени (GMT+2) телеканалам NewsOne, ZIK и 112 Украина эфирное вещание запрещено после указа президента Украины Владимира Зеленского о введении в действие решения СНБО о применении санкций.

## История развития
10 ноября 2014 года телеканал начал вещание в формате 16:9.
24 августа 2015 года канал был реструктурирован и создан в новом формате с новым логотипом, новой студией и содержанием программ. После этого NEWSONE вошёл в тройку информационных каналов Украины.
С сентября 2015 по январь 2017 года на телеканале работал Матвей Ганапольский. С 3 июня 2016 года главный редактор сайта Страна.ua Игорь Гужва со своим заместителем Светланой Крюковой стал ведущим программы «Субъективные итоги пятницы». С 18 июля 2016 года по январь 2017 года на канале работал Евгений Киселёв. В январе он вместе с Матвеем Ганапольским и бывшим генпродюсером канала «NEWSONE» Алексеем Сёменовым перешли создавать новый канал, который 24 августа 2017 года запустился вместо «Тониса».
4 сентября 2017 г. телеканал обновил сетку вещания и формат программ. «NEWSONE — это о тебе» — это слоган, который несёт в себе миссию информировать о происходящем в стране через призму жизни обычного гражданина Украины. Теперь новости предоставлены зрителю в более простом и доступном формате.
В ходе президентских и парламентских выборов 2019 года телеканал поддерживал Юрия Бойко (вместе с телеканалами Интер, ZIK и 112 Украина).
19 февраля 2020 года стало известно об уходе с телеканала генерального продюсера и ведущего Василия Голованова.

### Введение санкций
2 февраля 2021 года президент Украины Владимир Зеленский подписал указ о введении санкций в отношении физических и юридических лиц, имеющие отношение к телеканалам 112 Украина, ZIK и NewsOne, тем самым прекратив вещание телеканалов через спутниковые и кабельные телесети. Национальный совет Украины по вопросам телевидения и радиовещания назвал каналы «паразитами журналистики», которые вещают в украинском медиа пространстве, работая при этом в интересах другого государства. Попавшие под санкции телеканалы подавали себя как оппозиционные, попавшие под репрессии. Подсанкционные СМИ обрушились на украинские регуляторы медиа с обвинениями в недемократичности, и на остальную не попавшую под санкции прессу — за отсутствие профессиональной солидарности.
В мае 2021 года президент РФ Путин сказал, что Россия «своевременно, должным образом» отреагирует на ограничения пророссийской прессы в Украине. Путин использовал ограничения в своем нарративе о том, что Украина становится «анти-Россией», угрожающей России, что он позже, в 2022 году, использовал для оправдания полномасштабного российского вторжения в Украину. Исследователи украинской прессы указывают, что вызванное ограничениями пророссийской прессы уменьшение возможностей России влиять на украинские политику и общество могло способствовать решению Путина о полномасштабном вторжении в Украину. По мнению исследователей, чем более Украина защищала свою национальную идентичность и демократию, тем более её физическая безопасность — её физические границы и жизни её народов — оказывались под угрозой со стороны России. Россия намеревалась сохранять свое влияние в Украине, и не желала терпеть «дерусифицированную» Украину. Украина, по мнению исследователей, могла избежать российского нападения, если бы продолжила находиться под российским политическим и культурным влиянием (в том числе через прессу), как это было во время президенства Януковича.
Исследователи отмечают, что Россия является угрозой для самого существования Украины, стремясь силой вернуть её под свое влияние, а российские и пророссийские СМИ поддерживают это с помощью подрыва поддержки населением демократии, «искажением восприятия правды», препятствия рациональным обсуждениям, и «ослаблением морального духа, необходимого для сопротивления и защиты демократического государства в случае военного нападения». Исследователи заключают, что «существуют демократические основания для ограничений СМИ наряду с соображениями безопасности. Хотя ни одно из них не полностью защищено от критики, сомнительно, стала бы Украина более демократичной в долгосрочной перспективе, если бы ограничения СМИ не были введены».
В Офисе президента Украины санкции против телеканалов объяснили необходимостью противодействия «иностранной пропаганде». В оппозиционной партии «Оппозиционная платформа – За жизнь» обвинили Зеленского в узурпации власти на Украине и сообщили о подготовке процедуры его импичмента.

## Владельцы
В 2014 году телеканал был выкуплен у предпринимателя Вадима Рабиновича депутатом от «Партии регионов» Евгением Мураевым. Летом 2018 года права на телеканал были переоформлены им на собственного отца Владимира Мураева и швейцарскую компанию, впоследствии политик объяснял этот шаг давлением со стороны властей.
27 августа 2018 года Владимир Мураев подписал соглашение о передаче корпоративных прав на телеканал с бывшим первым заместителем главы администрации экс-президента Украины Виктора Януковича Андреем Портновым, который покинул страну после Евромайдана и в итоге оказался в австрийской Вене (где также жили оппозиционные новой власти предприниматель Дмитрий Фирташ и журналист Игорь Гужва). По условиям сделки, 100 % уставного фонда передавалось в управление бывшему чиновнику на три года, при этом новый владелец получал приоритетное право на покупку данного актива. О самой сделке стало известно спустя два дня из специального сюжета телеканала. Сам Евгений Мураев в дальнейшем покинул партию «За жизнь» вскоре после вступления в неё Виктора Медведчука.
В октябре 2018 года телеканал был куплен нардепом от «Оппозиционного блока» Тарасом Козаком. Сумма сделки составила 42 млн гривен. Согласно расследовательскому проекту «Bihus. Info», за неделю до смены руководства телеканала офис Медведчука посещали ряд высокопоставленных чиновников времён президентства Януковича: Андрей Портнов, Сергей Лёвочкин, Борис Колесников и Юрий Бойко. В июне 2019 года Тарас Козак объединил телеканалы 112 Украина, NewsOne и ZIK в медиахолдинг Новости.

## Отношения с Нацсоветом
Перекосов [в редакционной политике] я не вижу. Если вы можете привести конкретные примеры в новостях или в эфирах, или в моих эфирах, я готов отвечать за каждое свое слово.
26 сентября 2017 г. телеканал NEWSONE провёл онлайн-трансляцию заседания специального комитета по финансовым вопросам Конгресса США, на которых депутат Сергей Тарута выступал с обвинениями в коррупции в адрес Национального банка Украины. Через три дня американский ресурс The Weekly Standard опубликовал статью «Мать всех фальшивых новостей», согласно которой под видом слушаний теневые лоббисты во главе с Конни Макком (имевшим контракт с правительством Венгрии и отметившимся критикой в адрес Украины из-за закона про национальные меньшинства) в подвале Капитолия без окон провели частное мероприятие по просьбе конгрессмена Рона Эстеса с участием исключительно бывших американских чиновников, на котором из журналистов присутствовали только представители NEWSONE и The weekly Standart. Телеканал подвергся критике со стороны украинских медийных организаций за публикацию недостоверной информации и отсутствие информационного баланса из-за отсутствия комментариев НБУ. Впоследствии глава телеканала Василий Голованов возложил всю ответственность на организаторов мероприятия, а юрист телеканала в ходе слушаний в Нацсовете утверждал об отсутствии необходимости наказывать его работодателя за публикацию Fake news. 22 декабря 2017 года Нацсовет вынес предупреждение телеканалу за публикацию недостоверной информации, впервые в своей истории по такому поводу.
В декабре 2017 года телеканалы NEWSONE и «ПравдаТут Киев», а также львовская радиостанция «Независимость» получили предупреждение Нацсовета за нарушение правил вещания 5 сентября в день Траура по жертвам большевистского террора: минимум раз в два часа сообщать о дне памяти, разместить на экране изображение свечки, в 12:00 сообщить о минуте молчания и не показывать комедийные и эротичные фильмы, а также юмористические программы.
10 декабря 2018 года Независимая медийная рада приняла решение по поводу обращения Национального совета по вопросам телевидения и радиовещания с просьбой высказать позицию о наличии нарушений законодательства Украины в эфире телеканала NewsOne с 31 августа по 17 октября 2018 года. Из представленных 11 эпизодов нарушение законодательства были найдены в четырёх случаях:
По итогам внеплановой проверки, назначенной 20 сентября 2018 г., телеканал в феврале 2019 г. был оштрафован Нацсоветом на 96,5 тыс. гривен В ходе заседания стало известно о подаче судебных исков против Национальной медийной рады со стороны Евгения Червоненко и Андрея Лесика, требовавших защитить свою честь и достоинства и требовавших опровергнуть информацию касательно них в заключении общественной организации.
5 сентября 2019 года Нацсовет на своём заседании принял решение обратиться в суд с целью лишить телеканал лицензии на вещание из-за нарушения законодательства (разжигание национальной, расовой и религиозной вражды). Поводом для этого стали ряд эфиров с июня по июль, ведущие и участники которых разжигали ненависть к ряду политиков и части общества, а также занимались агитацией в поддержку ОПЗЖ и против ЕС, Слуги народа, Голоса, манипулятивно подавали информацию и нарушали баланс мнений (большинство гостей являлись сторонниками и членами ОПЗЖ), позиционировали события на востоке страны как гражданскую войну и отрицали участие российских войск, спекулировали на терминах «Великая Отечественная война» и «тарифный геноцид». Представители телеканала заявляли о многолетнем давлении властей на это СМИ, отрицая объективность наложенных штрафов и проверок. Заседание длилось несколько часов, под зданием Нацсовета были митинги сторонников и противников телеканала, сам NewsOne вместе с входящими в один холдинг телеканалами 112 Украина и ZIK проводил телемост в свою поддержку, также заседание посетил ряд депутатов от ОПЗЖ.
8 мая 2020 года в программе «Противостояние» постоянный гость телеканала (как и других телеканалов холдинга «Новости») и владелец медицинской клиники «Евролаб» Андрей Пальчевский вместе с сотрудником телеканала Вадимом Карасёвым заявили о том, что более 180 тыс. евреев служили в войсках нацистской Германии, имевшего отдельные еврейские дивизии СС. На следующий день Нацсовет назначил внеплановую проверку телеканала, который 20 мая принёс извинения за недостоверную информацию (Карасёв извинился в отдельном эфире).

### Телемост «Надо поговорить»
7 июля 2019 года в эфире программы «Вести недели» на телеканале «Россия-1» Дмитрий Киселёв анонсировал на 12 июля телемост «Надо поговорить», совместно с украинским телеканалом NewsOne. Ведущими программы с российской стороны были заявлены Андрей Малахов и Мария Ситтель, а с украинской — Елена Кирик и Василий Голованов. Проект вызвал критику со стороны официальных ведомств и большей части украинских политиков из-за событий в Крыму и в Донбассе, включая президента Владимира Зеленского (назвавшего его «дешевым, но опасным пиарходом перед выборами»). На следующий день после анонса 8 июля NewsOne объявил об отмене телемоста из-за «массовых информационных атак» и угроз в адрес себя и своих сотрудников.
12 июля состоялся эфир программы «Надо поговорить», проведённый силами только российской стороны: бо́льшая её часть была посвящена рассказам о советском прошлом и призывам к восстановлению «дружбы» России и Украины без упоминания негативных сторон в отношениях двух стран (события в Крыму, в Донбассе, находящиеся в России украинские политзаключённые). Основная часть украинцев была представлена деятелями шоу-бизнеса, давно проживающими в РФ, среди российских знаменитостей были персоны с запретом въезда на территорию Украины. На следующий день после эфира Малахов и Ситтель были включены в базу сайта «Миротворец» за «сознательное участие в информационно-пропагандистской провокации России». После выхода телеэфира представители пропрезидентской партии «Слуга народа» и назначенцы Зеленского во власти перестали посещать ток-шоу на NewsOne и 112 Украина (но не на входящем с ними в один медиахолдинг ZIK), в которых ранее принимали активное участие и даже хвалили NewsOne вместе с сайтом Страна.ua как независимые СМИ и те информационные ресурсы, из-за которых во многом старый президент ушёл.

## Оценки
Большинство медиаэкспертов и журналистов Украины отмечали что телеканалы «NewsOne» , «112 Украина» и «ZIK» продвигали пророссийские нарративы и приглашали в эфир псевдоэкспертов, занимаясь пиаром оппозиционной партии «Оппозиционная платформа – За жизнь». Украинские медиа регуляторы подчеркнули три важных признака этих телеканалов, характеризующих их как паразитирующих акторов:
- каналы занимали неоднозначное положение в медиапространстве, одновременно вещая на украинскую аудиторию, но работая на геополитические интересы России
- разрушение своей среды обитания. Функционировавшие в украинском медиа пространстве каналы разрушали это медиа пространство: нарушали определённые журналистские нормы, такие, как ответственное освещение чувствительных тем, а также подрывали саму профессию журналистики, когда, например, выходили за рамки в вопросах суверенитета и территориально целостности Украины
- рефлексивный характер. Пророссийские каналы не соблюдали принципы свободы слова и плюрализма мнений, и вместе с тем ссылались на них, когда критиковали санкции против них. Каналы одновременно противопоставляли себя медиа системе Украины, и пытались казаться её «законной» частью. Попавшие под санкции критиковали прочие каналы, обвиняя их в зависимости от политически заинтересованных владельцев, и одновременно настаивали на том, что и они точно такие же самые. Пророссийские каналы не соблюдали и отвергали некоторые практики качественной журналистики (ответственное освещение чувствительных тем) как навязываемые по политическим причинам, а использовали рейтинги и появление политиков для указание на свою легитимность и доверие со стороны аудитории. Эти противоречия свидетельствуют о неоднозначности паразита, который только делает вид, что соответствует нормам медиасистемы[2].

Телеканал подвергался критике за агитацию в пользу своих владельцев и их политических сил, которым NewsOne дозволял агитировать за себя и против политических конкурентов, иметь лучшие условия в ток-шоу и большее число эфиров со своим участием. Также СМИ уличалось в игнорировании политических сил (вроде Оппозиционного блока, представителей которого сотрудники телеканала активно критиковали).
Я работаю над тем, чтобы максимальные электоральные успехи получила "Оппозиционная платформа - За жизнь"Ведущий телеканала NewsOne Вячеслав Пиховшек

## Происшествия

### Угрозы
6 сентября 2016 года бывший начальник департамента противодействия наркопреступности Илья Кива анонсировал, что против канала NEWSONE будет проведена акция, аналогичная акции против канала «Интер».
В начале июля 2019 года телеканал NewsOne анонсировал проведение телемоста «Надо поговорить» между гражданами Украины и России, однако 8 июля был вынужден его отменить. Причиной отмены является массированная информационная атака на телеканал и угрозы физической расправы в адрес журналистов и членов их семей. В конечном итоге 12 июля 2019 года в эфире телеканала «Россия-1» вместо анонсированного ранее телемоста транслировался специальный проект в формате ток-шоу «Надо поговорить» с ведущими Андреем Малаховым и Марией Ситтель, в котором в конечном итоге большая его часть была посвящена рассказам о советском прошлом и призывам к восстановлению «дружбы» России и Украины без упоминания негативных сторон в отношениях двух стран (события в Крыму, на Донбассе, находящиеся в России украинские политзаключённые).

### Блокировки
3 декабря 2017 года около 20-30 активистов праворадикальных движений и ветеранов войны в Донбассе заблокировали здание телеканала NEWSONE в Киеве. Конфликт произошёл после того, как 26 ноября в эфире телеканала Евгений Мураев заявил, что считает Евромайдан «не революцией, а государственным переворотом», после чего почти все украинские политики, участвовавшие эфире, в знак протеста, покинули студию. Участники акции требовали от владельца телеканала извиниться за сепаратистские высказывания и изменить политику канала с «прокремлёвской» на «проукраинскую», пообещав прекратить акцию если Мураев принесёт публичные извинения за сепаратистские высказывания и пообещает больше не транслировать в эфире российскую пропаганду.
С 1 января 2019 года украинский провайдер Ланет прекратил трансляцию телеканалов NEWSONE. Представители NEWSONE 22 декабря подали в суд на провайдера и пожаловались на его действия в Нацсовет. Оба телеканала организовали в собственном эфире информационные кампании, позиционируя происходящее как «борьбу с неугодными и свободой слова» и «политическое давление». 27.02.2019 хозяйственный суд Киева обязал провайдера «Ланет» возобновить трансляцию телеканала NEWSONE.

### Нападения на журналистов телеканала
4 августа 2017 года неизвестный совершил нападение на журналиста канала Руслана Коцабу. Нападение произошло сразу же после вечернего эфира на NewsOne, когда журналист возвращался домой.
Позже, 12 декабря того же года, националист из Правого сектора Алексей Бык, совершил ещё одно нападение на Руслана Коцабу, инцидент произошёл, когда Коцаба подошёл к члену Правого сектора с просьбой о комментарии для телеканала NewsOne, после чего, получил удар в лицо.
17 сентября 2018 года, во время столкновений у здания Генеральной прокуратуры, члены националистической группировки «Братства» Дмитрия Корчинского забросали съёмочную группу телеканала NewsOne яйцами, после чего, неизвестная женщина ударила журналистку телеканала Дарью Билеру в лицо. После нападения у журналистки немного ухудшился слух на правое ухо. Телеканал NewsOne транслировал все происходящее в прямом эфире.
10 октября 2018 года, журналистка NewsOne, Анастасия Пшеничная, вела репортаж из-под здания МВД в Киеве, где проходила акция националистов, тогда, члены одной из националистических групп «Невідомий Патріот», совершили нападение на журналистку, облив её кефиром.
18 ноября 2018 года, на журналиста телеканала, Богдана Аминова, совершили нападение члены националистической группировки «Братства» Дмитрия Корчинского, радикалы плюнули на журналиста, когда тот вел прямой репортаж с места акции, после чего, народный депутат Украины Оксана Корчинская начала выталкивать журналиста.
21 ноября 2018 года, журналистке телеканала, Софии Кальницкой, не дали провести прямое включение из Харькова. Члены неонацистской группировки «Фрайкор» начали вытеснять девушку из эфира. Полиция, которая присутствовала на месте — на происшествие никак не отреагировала.